# Max Grünhut
Max A. Grünhut (* 7. Juli 1893 in Magdeburg; † 6. Februar 1964 in Oxford) war ein Strafrechtler und Kriminologe.

## Leben
Grünhut lehrte als Professor an der Universität Bonn, verlor jedoch durch den Nationalsozialismus seinen Lehrstuhl und emigrierte 1939 in das Vereinigte Königreich. An der Universität Oxford wurde er, neben Hermann Mannheim und Leon Radzinowicz, zu einem der bedeutendsten britischen Kriminologen. Er votierte für ein Zusammenwirken von Kriminalpolitik, Strafrechtslehre und Kriminologie.

## Schriften (Auswahl)
- Anselm von Feuerbach und das Problem der strafrechtlichen Zurechnung, Hamburg 1922 (Neudruck 1978)
- mit Lothar Frede, Reform des Strafvollzuges: Kritische Beiträge zu dem Amtlichen Entwurf eines Strafvollzugsgesetzes, Berlin: W. de Gruyter & Co., 1927
- Penal Reform: A comparative study, London: Oxford University Press, 1948
- Juvenile offenders before the courts, Clarendon Press, 1956
- The selection of offenders for probation, United Nations Dept. of Economic and Social Affairs, 1959